# Panteó de Josep Gili i Riera
El Panteó de Josep Gili i Riera és una obra del municipi d'Artés (Bages) inclosa en l'Inventari del Patrimoni Arquitectònic de Catalunya.

## Descripció
La fossa mortuòria amb escultura al seu darrere. La fossa és coberta amb una tapa de pedra, sense inscripcions, amb quatre argolles de ferro. Al darrere un monument fet en pedra arenosa, acabat en pinacle amb una creu al seu cim porta una inscripció a la part frontal. Al seu darrere hi ha una corona mortuòria, treballada també sobre arenosa.
Al costat esquerre del pinacle s'hi recolza la figura d'un àngel adult, amb barba i vestit amb una gran túnica. La figura és d'unes dimensions més grans de les naturals i està treballat en pedra calcària, donant-li una tonalitat blanca que contrasta amb la foscor de la resta de l'obra. L'àngel presenta alguna mutilació (sobretot a les mans), restaurada recentment.

## Història
Fa pocs anys se li va treure a l'àngel la dalla de ferro que subjectava amb les seves mans, ja que el malmetia. Va ser arrel d'aquest fet que l'escultura va quedar mutilada.
La figura representa la vellesa i la mort. La persona que hi va ser enterrada, era de la família Gili, propietaris de diversos terrenys d'Artés, entre d'altres, del mas Pla.